# Eophona
Eophona Gould, 1851 è un genere di uccelli passeriformi della famiglia dei Fringillidi.

## Etimologia
Il nome scientifico del genere, Eophona, deriva dall'unione delle parole greche εως/ηως (eōs/ēōs, "alba") e φωνη (phōnē, "voce"), col significato di "voce all'alba", in riferimento alla loro abitudine di emettere il proprio richiamo di buon mattino.

## Tassonomia
Al genere vengono ascritte due specie:
- Eophona migratoria Hartert, 1903 - frosone codanera
- Eophona personata (Temminck e Schlegel, 1848) - frosone mascherato

Gli appartenenti a questo genere sono filogeneticamente molto vicini ai frosoni himalayani del genere Mycerobas, coi quali formano un clade a sua volta vicino ai frosoni americani del genere Hesperiphona e al frosone eurasiatico.

## Descrizione
Si tratta di uccelli di 18–23 cm di lunghezza, dal caratteristico aspetto massiccio, con becco tozzo e poderoso che viene utilizzato per frantumare i semi di cui questi animali si nutrono.

## Distribuzione e habitat
Ambedue le specie sono diffuse in Estremo Oriente, dove abitano le zone boscose.